# Neptun 401
Die Frachtschiffsserie Neptun 401, auch Serie Hans Krüger genannt, ist ein sehr variabler Stückgutschiffstyp der Rostocker Schiffswerft „Neptun“.

## Geschichte
Grundlage des Typs waren die geringfügig kleineren Baureihen Neptun 381 und Neptun 371. Die Schiffe stimmen weitgehend mit dem Typ Neptun 388 von 1974 und Neptun 403 von 1976/77 überein. Hergestellt wurde die Baureihe 1976 in zwei Einheiten. Vorgesehen sind die wahlweise als Volldecker oder Freidecker ausgelegten Schiffe vorwiegend für den kombinierten Transport von Stückgut, Containern, Schwergut, Holz, Schüttgutladungen, aber auch Früchten und Süßöl.
Erstes Schiff und Namensgeber der Serie war die am 28. November 1976 vom Stapel gelassene Hans Krüger mit der Baunummer 401. Die anfangs in Singapur beheimatete Hans Krüger wurde mehrfach umbenannt, zuletzt 2002 in Spica. Schon am 14. April 2003 wurde das zuletzt unter der Flagge von St. Vincent and Grenadines fahrende Schiff aus dem Register gestrichen.
Das zweite und letzte Schiff dieser Serie war die ebenfalls unter Singapur-Flagge in Dienst gestellte Annemarie Krüger, welche nach mehreren Umbenennungen ab dem Februar 2001 als Megah Jaya in China abgebrochen wurde.

## Technik
Angetrieben wurden die Schiffe von einem in MAN-Lizenz gefertigten 6620 kW Zweitakt-Dieselmotor des Typs K9Z 60/105 E des Herstellers VEB Maschinenbau Halberstadt der direkt auf einen Festpropeller wirkt. Die Maschinenanlage ist für den weitgehend automatisierten Betrieb eingerichtet.
Die mit einem Wulstbug versehenen Rümpfe sind in Sektionsbauweise zusammengefügt. Der mit Einzelkammern ausgestattete Wohn- und Arbeitsbereich der achtern angeordneten Decksaufbauten ist klimatisiert.
Die drei Laderäume mit einem Rauminhalt von 20.189 m3 Kornraum und 18.200 m3 Ballenraum verfügen über Zwischendecks, die Laderäume werden mit MacGregor-Lukendeckeln verschlossen. Es können außerdem 108 m3 Kühlladung und 383 m3 Süßöl und 336 Container, oder 3922 Standards Holz transportiert werden. Das Ladegeschirr besteht aus drei 16 Tonnen Schwingladebäumen, zwei 25 Tonnen Bordkränen und einem durchschwenkbaren 150 Tonnen Schwergutbaum.